# Yomogi (Schiff)
Die Yomogi (japanisch 蓬 ‚Beifuß‘) war ein Zerstörer 2. Klasse der Kaiserlich Japanischen Marine und gehörte der Momi-Klasse an.

## Allgemeines
Sie wurde am 26. Februar 1921 bei der Werft Ishikawajima Zosensho in Tokio auf Kiel gelegt, die Indienststellung war am 9. August 1922.
1939/40 fand ein Umbau zum Patrouillenboot Nr. 38 (jap. 第38号哨戒艇, Dai-38-gō shōkaitei, auch als PC-38 bezeichnet) statt. Das Schiff wurde im Zweiten Weltkrieg versenkt.
Namensgeber für diese Schiffsklasse war der Zerstörer Momi. Es waren die ersten japanischen Zerstörer, die nicht nach britischen Vorlagen gebaut wurden. Insgesamt wurden einundzwanzig Einheiten dieser Klasse gebaut.
Da die Hauptbewaffnung (12-cm-Geschütze) in einer zentralen Linie und die Torpedorohre zwischen Vorschiff und Brücke aufgestellt wurden, verbesserte sich die Hochseefähigkeit dieser kleinen Zerstörer beträchtlich. Die Geschwindigkeit von 36 kn und der geringe Tiefgang machte die Schiffe aber auch zu vorzüglichen Zerstörern in flachen Küstengewässern.
Ab 1939 wurden vierzehn der noch vorhandenen siebzehn Einheiten dieser Klasse umgebaut, neun wurden zu Patrouillenbooten und fünf zu Trainingsschiffen/Tendern.
Die Yomogi wurde nach dem Umbau umbenannt in Patrouillenboot Nr. 38. Bis zum Abschluss der Umbaumaßnahmen 1940 wurde ein Kessel der Maschinenanlage entfernt, das Heck zur Aufnahme eines Daihatsu-Landungsbootes (circa 14 m lang, Ladekapazität 1 Panzer oder 70 Mann oder 10 Tonnen Material) modifiziert und Unterkünfte für 150 Mann Landungstruppen eingerichtet. Zusätzlich wurde die Bewaffnung den geänderten Bedürfnissen, speziell für die Abwehr von U-Boot- und Flugzeugangriffen, angepasst. Um die Stabilität zu verbessern, wurde die Wasserverdrängung durch zusätzlichen Ballast auf 935 Tonnen erhöht.
Das Patrouillenboot Nr. 38 nahm an diversen japanischen Landeoperationen zu Beginn des japanischen Vormarschs im Pazifik während des Zweiten Weltkriegs teil. Bei der Landung auf Tarakan (Januar 1942) versenkte es zusammen mit dem Zerstörer Yamakaze den niederländischen Minenleger Prins van Oranje. Danach nahm das Schiff noch an der Landung auf Borneo teil.
Am 25. November 1944 wurde es in der Straße von Bashi durch das amerikanische U-Boot USS Atule angegriffen und versenkt (Position: 20° 12′ N, 121° 51′ O).